# Nikiea
Nikiea (gr. Νίκαια) – miasto w Grecji, pomiędzy Atenami a Pireusem, w administracji zdecentralizowanej Attyka, w regionie Attyka, w jednostce regionalnej Pireus. Siedziba gminy Nikiea-Ajos Joanis Rendis. W 2011 roku liczyło 89 380 mieszkańców.
Działa tu duży szpital miejski i teatr "Katrakio Teatro". Od strony góry Egaleo, gdzie do końca lat 60. funkcjonowały kamieniołomy, obecnie utworzono rozległe parki, obiekty sportowe, w tym Olimpijskie Centrum Podnoszenia Ciężarów. Nikieę nazwano tak przez pamięć starożytnego, bizantyńskiego i niegdyś także nowogreckiego (do 1923) miasta Nikiea (Nikaja), aktualnie İznik w Turcji. Znaczną część mieszkańców stanowią dziś potomkowie wychodźców greckich z Azji Mniejszej.